# Tabnit
Tabnit (phönizisch; griechisch Tennes, (altgriechisch: Τέννης); † 345 v. Chr.) war von 358 bis 345 v. Chr. König der phönizischen Stadt Sidon. 

## Regentschaft
Er folgte Straton I. als König von Sidon nach und tat sich insbesondere im Krieg gegen das persische Achämenidenreich hervor.
Mit aus Ägypten geschickten griechischen Söldnern unter Mentor von Rhodos stellte sich Tabnit den auf Ägypten vorrückenden Truppen des Perserkönigs Artaxerxes III. entgegen.
Gegen die Satrapen Belesys II. und Mazaios konnte Tabnit im Jahr 346 v. Chr. zunächst Siege verbuchen, unterlag jedoch der Hauptstreitmacht des Artaxerxes III. Nach der Eroberung Sidons wurde Tabnit im Jahr 345 v. Chr. hingerichtet. Sidon war durch die Kämpfe zum Teil zerstört. Artaxerxes III. ließ die Gefangenen gemäß der babylonischen Chronik im Oktober 345 v. Chr. nach Babylon und Susa deportieren. Nach dem Tod Tabnits wurde dessen Sohn Straton II. als König in Sidon installiert, über den Mazaios als Satrap der Transeuphratene die Aufsicht führte.

## Grabfund

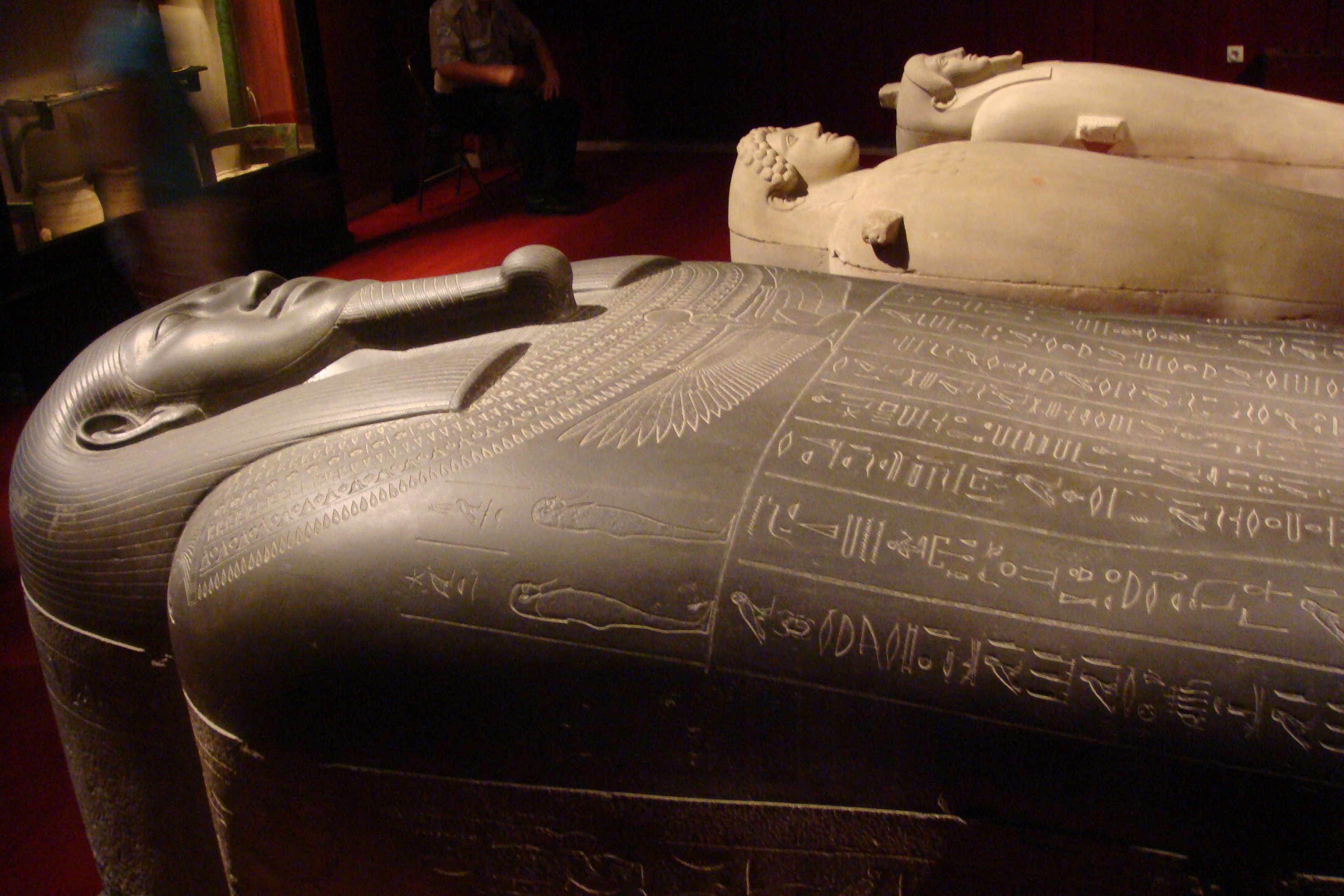
Der ägyptische Sarkophag des Königs Tabnit von Sidon (Archäologisches Museum Istanbul)

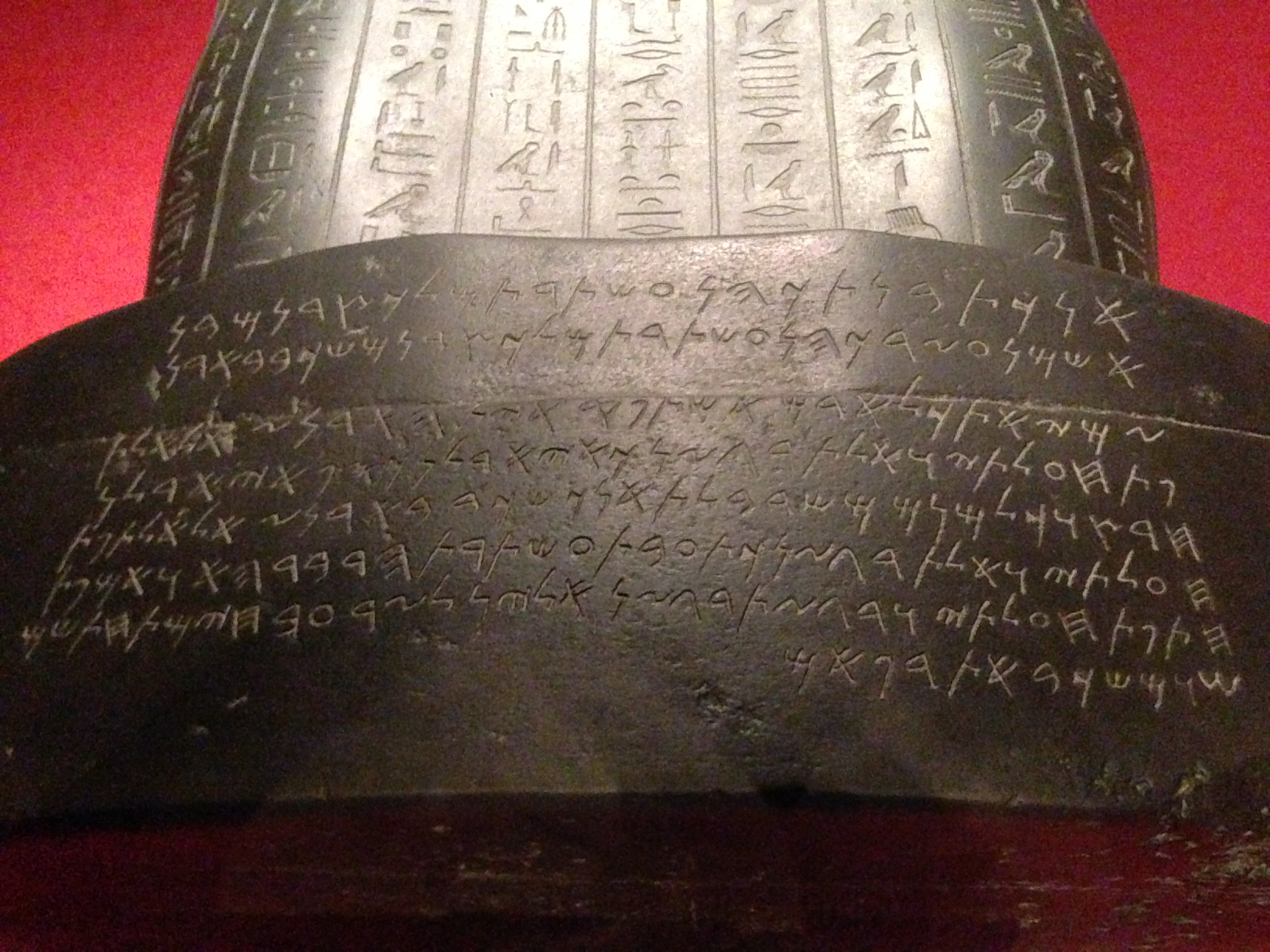
Die phönizische Inschrift am Tabnit-Sarkophag

1887 wurde in der Nähe von Sidon die Königsnekropole von Osman Hamdi Bey ausgegraben. Der menschenförmige Sarkophag des Königs Tabnit ist ägyptischer Herkunft und gehörte laut der ägyptischen Inschrift auf seinem Deckel ursprünglich dem ägyptischen Feldherren Peneptah. Die nachträglich am Fußende angebrachte phönizische Inschrift weist allerdings den Leichnam König Tabnits als Inhalt des Sarges aus. In acht Zeilen wird zudem geraten, den Sarg nicht zu öffnen, da sich in ihm keinerlei Wertgegenstände befänden. Eine Störung der Totenruhe werde hingegen die Göttin Astarte erzürnen sowie Unfruchtbarkeit und einen verweigerten Eingang in das Totenreich zur Folge haben.
Der Wortlaut der Inschrift lautet wie folgt:
„Ich, Tabnit, Priester der Astarte, König der Sidonier, Sohn des Eschmunazor, Priester der Astarte, Königs der Sidonier, liege in diesem Sarge. Wer du auch seiest, jedweder Mensch, der du auf diesem Sarg stößt, du sollst ja nicht öffnen über mir und mich stören. Denn sie haben zu mir kein Silber gesammelt, sie haben zu mir kein Gold gesammelt noch irgendwelche Kostbarkeiten. Nur ich liege in diesem Sarge. Du sollst ja nicht öffnen über mir und mich stören, denn diese Tat ist der Astarte ein Tabu. Wenn du aber dennoch über mir öffnest und mich dennoch störst, möge kein Sproß (dir) bei den Lebendigen unter der Sonne gegeben werden noch eine Ruhestätte bei den Totengeistern.“
Der Sarg wurde bei seiner Entdeckung geöffnet. Er und der Leichnam des Königs sind heute im Archäologischen Museum in Istanbul zu sehen.